# Punta Oeste (San Pedro)
La punta Oeste es una punta de la costa norte de la bahía Grande (o bahía Cumberland Oeste) que marca el extremo occidental de puerto Jason y se ubica en la zona nordeste de la isla San Pedro, del archipiélago de las Georgias del Sur.